# Midi Achmat
Taghmeda Achmat, communément appelée Midi Achmat, est une militante lesbienne sud-africaine. Elle est connue pour avoir participé, au début des années 1990, à la fondation de l'Association des bisexuels, gays et lesbiennes (ABIGALE) composée des personnes LGBT noires. Elle est aussi à l'origine, avec sa compagne Theresa Raizenberg, de la Treatment Action Campaign (TAC), organisation ayant pour but de faire pression sur le gouvernement sud-africain pour l'instauration d'un programme de prévention contre le VIH.

## Biographie

### Jeunesse
Midi Achmat est issue d'une famille musulmane de Malais du Cap dont les membres sont des activistes contre l'Apartheid. Elle rencontre Theresa Raizenberg en 1986, alors qu'elles sont toutes deux adolescentes. Theresa Raizenberg et Midi Achmat sympathisent, notamment grâce à leur intérêt pour la littérature lesbienne et deviennent des figures de la communauté LGBT du Cap.

### Activisme
Midi Achmat, son frère Zackie Achmat et Theresa Raizenberg font partie du groupe fondateur de l'Association des bisexuels, gays et lesbiennes (ABIGALE) composé des personnes LGBT noires. C'est cette association qui est à l'origine de la marche des fiertés de Johannesburg en 1992. Midi et Zackie Achmat sont tous deux mis au ban de leur famille après avoir révélé leur homosexualité. En plus d'ABIGALE, Midi Achmat cofonde la National Coalition of Lesbian and Gay Equality et le festival de film gay et lesbien du Cap.
Midi Achmat plaide pour la mise en œuvre de programmes de prévention du VIH en Afrique du Sud et pour un meilleur accès aux soins pour les personnes séropositives,. En 1998, elle fonde la Treatment Action Campaign (TAC) pour faire pression sur le gouvernement sud-africain afin qu'un programme de prévention du VIH soit mis en place dans le pays. Elle est arrêtée en 2003 alors qu'elle manifeste devant le poste de police de Caledon Square.
Midi Achmat reste active dans la communauté LGBT sud-africaine. Elle contribue à diverses revues universitaires en plus de collaborer avec des chercheurs et des militants internationaux,. Elle a écrit une thèse de spécialisation à l'université du Cap-Occidental sur les difficultés rencontrées par les femmes musulmanes dans la communauté LGBT, et a aussi fondé « Unveiling the Hijab », un groupe Facebook dédié aux femmes musulmanes homosexuelles, bien qu'elle ne pratique personnellement plus l'islam.

### Carrière de réalisatrice
En 2007, le film d'Achmat A Normal Daughter, qui suit l'histoire de la vie d'une drag queen nommée Kewpie, est montré en avant-première dans un festival de films gay et lesbien néo-zélandais.

## Prix
En 2003, Midi Achmat, Theresa Raizenberg et la militante intersexe Sally Gross reçoivent conjointement le prix Galactic/Allison Masters Community Award pour leurs contributions à la communauté LGBT.

## Note et Références

### Note
- (en) Cet article est partiellement ou en totalité issu de l’article de Wikipédia en anglais intitulé « Midi Achmat » (voir la liste des auteurs).

### Référence
1. ↑  (en) Shaun De Waal et Anthony Manion, Pride: Protest and Celebration, Jacana Media, 2006 (ISBN 978-1-77009-261-7, lire en ligne )
2. ↑  Shaun De Waal, Anthony Manion et Gay and Lesbian Archives of South Africa, Pride : protest and celebration, Fanele, 2006 (ISBN 1-77009-261-7 et 978-1-77009-261-7, OCLC 72574271, lire en ligne)
3. ↑  (en) Emmanuel Kwaku Akyeampong et Professor Henry Louis Gates Jr, Dictionary of African Biography, OUP USA, 2 février 2012 (ISBN 978-0-19-538207-5, lire en ligne)
4. 1 2  (en) M. Mbali, South African AIDS Activism and Global Health Politics, Springer, 29 mars 2013 (ISBN 978-1-137-31216-7, lire en ligne)
5. ↑  (en-US) Ginger Thompson, « The Saturday Profile; In Grip of AIDS, South African Cries for Equity », The New York Times,‎ 10 mai 2003 (ISSN 0362-4331, lire en ligne, consulté le 12 juin 2021)
6. ↑  Rita Schäfer et Eva Range, « The Political Use of Homophobia: Human Rights and Persecution of LGBTI Activists in Africa », International Policy Analysis,‎ mars 2014 (lire en ligne)
7. ↑  (en) « More than altruism behind donations of AIDS drugs to Africa », sur The Scientist Magazine® (consulté le 12 juin 2021)
8. ↑  (en) Katarina Jungar et Elina Oinas, « A Feminist Struggle? South African HIV Activism as Feminist Politics », Journal of International Women's Studies,‎ mai 2010 (lire en ligne)
9. 1 2  Taghmeda Achmat, Theresa Raizenberg et Rachel Holmes, « Midi and Theresa: Lesbian Activism in South Africa », Feminist Studies, vol. 29, no 3,‎ 2003, p. 643–651 (ISSN 0046-3663, lire en ligne, consulté le 12 juin 2021)
10. ↑  Katarina Jungar, Long live! : South African HIV-activism, knowledge and power, Sociological Unit at Åbo Univ, 2011 (ISBN 978-952-12-2639-7, 952-12-2639-0 et 978-952-12-2640-3, OCLC 767911983, lire en ligne)
11. ↑  Amanda Lock Swarr, Sex in transition : remaking gender and race in South Africa, State University of New York Press, 2012 (ISBN 978-1-4384-4408-6 et 1-4384-4408-7, OCLC 859674269, lire en ligne)
12. ↑  (en) « Queer Muslim women are making salaam with who they are », sur The Mail & Guardian, 10 février 2017 (consulté le 12 juin 2021)
13. ↑  (en) « Sproquets 2007: gay & lesbian television festival on Triangle and Stratos Television, New Zealand », sur www.filmfestivals.com (consulté le 12 juin 2021)
14. ↑  (en-US) « Gay role models awarded », sur News24 (consulté le 12 juin 2021)